# George Ireland
George Ireland (Madison, 15 giugno 1913 – Addison, 14 settembre 2001) è stato un cestista e allenatore di pallacanestro statunitense.

## Carriera
Dal 1951 al 1975 ha allenato i Loyola Ramblers, con cui ha vinto il Torneo di pallacanestro maschile NCAA Division I 1963.